# Davlekanovói járás
A Davlekanovói járás (oroszul: Давлекановский район, baskír nyelven Дәүләкән районы) Oroszország egyik járása a Baskír Köztársaságban. Székhelye Davlekanovo város.

## Népesség
- 1970-ben 47 323 lakosa volt, melyből 11 595 baskír (24,5%), 11 044 tatár (23,4%).
- 1989-ben 38 706 lakosa volt, melyből 10 455 baskír (27%), 8 764 tatár (22,6%).
- 2002-ben 18 278 lakosa volt, melyből 8 365 baskír (45,77%), 3 875 orosz (21,2%), 3 719 tatár (20,35%), 1 191 csuvas, 505 ukrán, 201 német, 171 mordvin.
- 2010-ben 18 392 lakosa volt, melyből 9 070 baskír (49,4%), 4 033 orosz (22%), 3 146 tatár (17,1%), 1 135 csuvas (6,2%), 355 ukrán, 130 mordvin, 39 fehérorosz, 26 mari, 1 udmurt.

| Lakosok száma | 39 214 | 42 116 | 42 211 | 42 235 | 42 672 | 42 465 | 41 723 | 41 238 | 40 429 | 37 147 |
|               | 1989   | 2003   | 2005   | 2006   | 2008   | 2010   | 2013   | 2014   | 2016   | 2021   |